# Lüderbach
Lüderbach ist ein Ortsteil der Gemeinde Ringgau im nordhessischen Werra-Meißner-Kreis.

## Geographie
Der nahezu ovale Dorf Lüderbach mit geringer Siedlungsdichte liegt auf der Hochplateaus Ringgau in der sogenannten Netra-Ifta-Talung, ca. 3,5 km (Luftlinie) südöstlich der Gemeindeverwaltung in Netra, unmittelbar an der Grenze zum Freistaat Thüringen.  Das Gebiet des Ortsteils besteht aus der Gemarkung Lüderbach im Südosten des Gemeindegebiets mit einer Fläche von 761 Hektar, davon sind 58 Hektar Wald. In der Gemarkung liegen die folgenden aktuellen bzw. historischen Siedlungsplätze:
- Hof Lustefeld[4]
- Wiesenmühle[5]
- Das Schloss Lüderbach[6] am Ostrand des Dorfes wurde durch den Herren von Capellan erbaut. Zu ihm gehört noch eine 1779 vollendete Mausoleumspyramide auf einem Hügel östlich außerhalb des Dorfes.

Die Ortslage befindet sich auf 293 bis 335 m ü. NHN und der höchste Punkt der Gemarkung ist der 430 Meter hohe Schienberg im Süden der Gemarkung. An den Ortsteil Lüderbach grenzen, von Norden beginnend, im Uhrzeigersinn, die Ortsteile Ringau-Netra und -Rittmannshausen, im Osten die thüringische Gemeinde Treffurt, im Süden der Ortsteile Archfeld und Altefeld der Gemeinde Herleshausen und im Westen Ringgau-Röda und -Netra. Durch den Ort verläuft die Kreisstraße 17, die um Westen Anschluss zur Landesstraße 3437 (zwischen Netra und Altefeld) und im Osten an Bundesstraße 7 (zwischen Rittmanshausen und Treffurt-Ifta) hat.

## Geschichte

### Ortsgeschichte
Die älteste bekannte schriftliche Erwähnung von Lüderbach erfolgte unter dem Namen Luderbech  im Jahr 1195 in einer Urkunde des Papstes Coelestin III., in der er dem Kloster Germerode seinen Besitz bestätigt, unter anderem im Dorf Luderbech. Im Jahr 1329 verkauft Ludwig von Boyneburg Güter in Lüdenbach, die er vom Reichsabtei Hersfeld zum Lehen hat. 1344 geben die Brüder von Boyneburg ihre hersfeldischen Lehensgüter an die Augustinermönche in Eschwege ab. In den Jahren 1416 und 1458 sind Verkäufe von Gütern beurkundet die unter hessischer Lehensherrschaft stehen. 1445 liegt Lüderbach als hersfeldisches Lehen des Augustinerklosters Eschwege im Amt bzw. Gericht der Treusche vom Buttlar. Seit 1550 sind die Treusch von Buttlar als hessisch-sächsische Lehnsträger faktisch Alleineigentümer der Burg Brandenfels. In dieser Eigenschaft üben sie die Gerichtsbarkeit über die zum Gericht Brandenfels gehörenden Dörfer Markershausen, Renda, Lüderbach, Willershausen, Archfeld, Frauenborn, Holzhausen, Nesselröden, Breitzbach, Unhausen sowie die Höfe Altefeld, Berlitzgrube, Heidelberg, Rittersberg, Hohenhaus, Lüstefeld und die spätere Wüstung Woffenbach aus. Die Treusche vom Buttlar verkaufen ihr hessisches Lehen Lüderbach 1619 und 1627 an die Familien Scheffer und von Capellan. Als das Geschlecht 1779 ausstarb, fiel der Besitz an die Schefferschen Erben und gelangte später in Privatbesitz.
Hessische Gebietsreform
Im Zuge der Gebietsreform in Hessen fusionierten zum 31. Dezember 1971 die bis dahin selbständigen Gemeinden Grandenborn, Lüderbach, Netra, Renda und Rittmannshausen freiwillig zur neuen Gemeinde Ringgau. Datterode und Röhrda schlossen sich am 1. April 1972 in der Gemeinde Netratal zusammen. Diese beiden Gemeinden wurde am 1. Januar 1974 kraft Landesgesetz zur neuen Großgemeinde Ringau zusammengeschlossen. Sitz der Gemeindeverwaltung wurde der Ortsteil Netra.
Für alle nach Ringgau eingegliederten Gemeinden wurden je ein Ortsbezirk gebildet.

### Verwaltungsgeschichte im Überblick
Die folgende Liste zeigt die Staaten und Verwaltungseinheiten, denen Lüderbach angehört(e):
- 1445: Heiliges Römisches Reich, Amt Brandenfels
- ab 1585: Heiliges Römisches Reich, Landgrafschaft Hessen-Kassel, Niederfürstentum, Amt Sontra, Gericht der Treusch von Buttlar
- 1787: Heiliges Römisches ReichLandgrafschaft Hessen-Kassel, Amt Sontra
- 1803–1806: Heiliges Römisches Reich, Kurfürstentum Hessen,  Amt Sontra
- 1807–1813: Königreich Westphalen, Departement der Werra, Distrikt Eschwege, Kanton Netra
- ab 1814: Kurfürstentum Hessen, Amt Sontra
- ab 1818: Kurfürstentum Hessen, Amt Netra[13]
- ab 1821/22: Kurfürstentum Hessen, Provinz Niederhessen, Kreis Eschwege[14][Anm. 2]
- ab 1848: Kurfürstentum Hessen, Bezirk Eschwege
- ab 1851: Kurfürstentum Hessen, Provinz Niederhessen, Kreis Eschwege
- ab 1867: Königreich Preußen,[Anm. 3] Provinz Hessen-Nassau, Regierungsbezirk Kassel, Landkreis Eschwege
- ab 1871: Deutsches Reich, Königreich Preußen, Provinz Hessen-Nassau, Regierungsbezirk Kassel, Kreis Eschwege
- ab 1918: Deutsches Reich, Freistaat Preußen,[Anm. 4]  Provinz Hessen-Nassau, Regierungsbezirk Kassel, Kreis Eschwege
- ab 1944: Deutsches Reich, Freistaat Preußen, Provinz Kurhessen, Landkreis Eschwege
- ab 1945: Deutsches Reich, Amerikanische Besatzungszone,[Anm. 5] Groß-Hessen, Regierungsbezirk Kassel, Landkreis Eschwege
- ab 1946: Deutsches Reich, Amerikanische Besatzungszone, Land Hessen, Regierungsbezirk Kassel, Landkreis Eschwege
- ab 1949: Bundesrepublik Deutschland, Land Hessen, Regierungsbezirk Kassel, Landkreis Eschwege
- ab 1972: Bundesrepublik Deutschland, Land Hessen, Regierungsbezirk Kassel, Landkreis Eschwege, Gemeinde Ringau
- ab 1974: Bundesrepublik Deutschland, Land Hessen, Regierungsbezirk Kassel, Werra-Meißner-Kreis, Gemeinde Ringau

### Gerichte
Die Gerichtsbarkeit über Lüderbach wurde im Mittelalter durch das Gericht der Treusche vom Buttlar ausgeübt. Nach einem Vergleich zwischen den Hessischen Landgrafen und den Herzögen von Sachsen im Jahr 1540, wurde das Gericht dem Amt Sontra angegliedert.
Die weitere Zuständigkeit entwickelte sich wie folgt:
- 1807–1813: Friedensgericht Netra im Königreich Westphalen[Anm. 6]
- 1814–1821: Amt Sontra
- 1822: Justizamt Netra erste Instanz, zweite Instanz Obergericht für die Provinz Niederhessen
- 1867: Amtsgericht Netra (nach der Annexion durch Preußen), zweite Instanz Kreisgericht Kassel
- 1879: Amtsgericht Netra erste Instanz (durch das Reichsjustizgesetze), zweite Instanz Landgericht Kassel
- 1939: Amtsgericht Eschwege, zweite Instanz Landgericht Kassel

## Bevölkerung

### Einwohnerstruktur 2011
Nach den Erhebungen des Zensus 2011 lebten am Stichtag dem 9. Mai 2011 in Lüderbach 162 Einwohner. Darunter waren 3 (= 1,8 %) Ausländer.
Nach dem Lebensalter waren 12 Einwohner unter 18 Jahren, 57 waren zwischen 18 und 49, 51 zwischen 50 und 64 und 45 Einwohner waren älter.
Die Einwohner lebten in 63 Haushalten. Davon waren 12 Singlehaushalte, 18 Paare ohne Kinder und 24 Paare mit Kindern, sowie 12 Alleinerziehende und keine Wohngemeinschaften. In 15 Haushalten lebten ausschließlich Senioren/-innen und in 33 Haushaltungen leben keine Senioren/-innen.

### Einwohnerentwicklung
- 1585: 53 Haushaltungen[3]
- 1747: 36 Haushaltungen[3]

| Lüderbach: Einwohnerzahlen von 1834 bis 2022 | Lüderbach: Einwohnerzahlen von 1834 bis 2022 | Lüderbach: Einwohnerzahlen von 1834 bis 2022 | Lüderbach: Einwohnerzahlen von 1834 bis 2022 | Lüderbach: Einwohnerzahlen von 1834 bis 2022 |
| --- | -------------------------------------------- | -------------------------------------------- | -------------------------------------------- | -------------------------------------------- |
| Jahr |                                              |                                              |                                              | Einwohner                                    |
| 1834 | 1834                                         |                                              | 307                                          | 307                                          |
| 1840 | 1840                                         |                                              | 329                                          | 329                                          |
| 1846 | 1846                                         |                                              | 342                                          | 342                                          |
| 1852 | 1852                                         |                                              | 360                                          | 360                                          |
| 1858 | 1858                                         |                                              | 359                                          | 359                                          |
| 1864 | 1864                                         |                                              | 354                                          | 354                                          |
| 1871 | 1871                                         |                                              | 298                                          | 298                                          |
| 1875 | 1875                                         |                                              | 319                                          | 319                                          |
| 1885 | 1885                                         |                                              | 270                                          | 270                                          |
| 1895 | 1895                                         |                                              | 233                                          | 233                                          |
| 1905 | 1905                                         |                                              | 241                                          | 241                                          |
| 1910 | 1910                                         |                                              | 250                                          | 250                                          |
| 1925 | 1925                                         |                                              | 248                                          | 248                                          |
| 1939 | 1939                                         |                                              | 304                                          | 304                                          |
| 1946 | 1946                                         |                                              | 392                                          | 392                                          |
| 1950 | 1950                                         |                                              | 392                                          | 392                                          |
| 1956 | 1956                                         |                                              | 311                                          | 311                                          |
| 1961 | 1961                                         |                                              | 283                                          | 283                                          |
| 1967 | 1967                                         |                                              | 267                                          | 267                                          |
| 1970 | 1970                                         |                                              | 260                                          | 260                                          |
| 1980 | 1980                                         |                                              | ?                                            | ?                                            |
| 1987 | 1987                                         |                                              | 250                                          | 250                                          |
| 2000 | 2000                                         |                                              | ?                                            | ?                                            |
| 2011 | 2011                                         |                                              | 162                                          | 162                                          |
| 2022 | 2022                                         |                                              | 144                                          | 144                                          |
| Datenquelle: Historisches Gemeindeverzeichnis für Hessen: Die Bevölkerung der Gemeinden 1834 bis 1967. Wiesbaden: Hessisches Statistisches Landesamt, 1968. Weitere Quellen: LAGIS; Zensus 2011 |                                              |                                              |                                              |                                              |

### Historische Religionszugehörigkeit
| • 1885: | 270 evangelische (= 100 %) Einwohner                               |
| • 1961: | 252 evangelische (= 89,05 %), 29 katholische (= 10,25 %) Einwohner |

## Religion

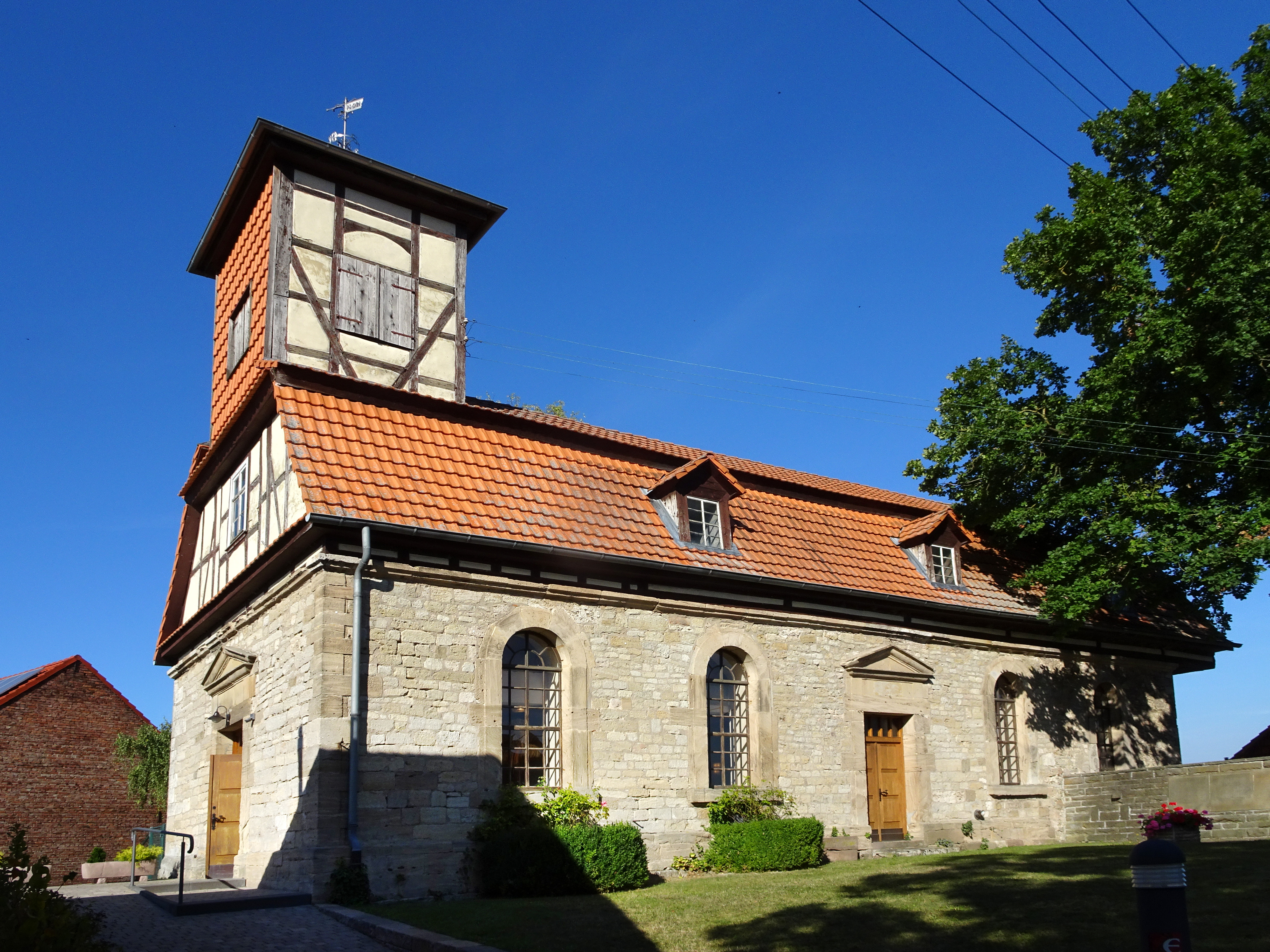
Ev. Kirche Lüderbach

Die Lüderbacher Kirchengemeinde ist die einzige evangelisch-lutherische im Kirchenkreis Eschwege.
Kirchengebäude
Die Kirche in Lüderbach ist ein langgestreckter Saalbau mit dreiseitigem Schluss. Im  Im Westen des Gebäudes befindet sich romanisches Mauerwerk des niedergelegten Westturms. Die Kirche wurde in den Jahren 1837/38 einschließlich des Turmes 1837/38 völlig erneuert.
Bekenntniswechsel
- um 1549 ist der erste Erster evangelischer Pfarrer Johannes Lesser nachgewiesen.
- 1648 wird die adlige Patronatsgemeinde Lüderbach als lutherisch anerkannt.

Pfarrzugehörigkeit
- Das Kirchenpatronat ist 1569 zwischen den Landgrafen von Hessen und Sachsen-Eisenach strittig. Hessen erhielt die Kollatur und Sachen die ius episcopale (bischöflichen Jurisdiktionsgewalt).
- 1872 Patronatspfarrei mit dem zum Rittergut gehörenden Hof Lüstefeld.
- 1994 ist die lutherische Vikariatsgemeinde Lüberbach nach Aufhebung ihrer Pfarrstelle in das Kirchspiel Netra eingegliedert.

## Politik
Für Lüderbach besteht ein Ortsbezirk (Gebiete der ehemaligen Gemeinde Lüderbach) mit Ortsbeirat und Ortsvorsteher nach der Hessischen Gemeindeordnung.
Der Ortsbeirat besteht aus fünf Mitgliedern. Bei den Kommunalwahlen in Hessen 2021 betrug die Wahlbeteiligung zum Ortsbeirat 60,48 %. Alle Kandidaten gehörten der „Wählergemeinschaft Lüderbach“ an. Der Ortsbeirat wählte Karl-Heinrich Kalck zum Ortsvorsteher.

## Kultur und Sehenswürdigkeiten

### Bauwerke

#### Dorfkirche und Flügelaltar
Die Lüderbacher Kirche stammt mit den ältesten Steinpartien in der nord-west Ecke, aus dem 12. Jahrhundert. Im 15. Jahrhundert wurde ein Chor angebaut, 1785 bekam der Bau ein Tonnengewölbe. In den Jahren 1837/38 wurde die Kirche komplett umgebaut und der baufällige querrechteckige Westturm abgetragen.
In der Kirche befindet sich der einzige komplett erhaltene spätgotische Beweinungsaltar in Deutschland. Dieser 1904 auf dem Dachboden der Kirche entdeckte geschnitzte Flügelaltar aus Lindenholz zeigt im Mittelrelief die Beweinung Christi, auf den Flügeln die Apostel und auf den Außenseiten, den sogenannten Werktagsseiten, Malreste von Szenen aus dem Garten Gethsemane und die Geißelung.

#### Schloss
1560 ließen die Treusch von Buttlar den Grundstock des Lüderbacher Schlosses mit angegliederten Rittergut erbauen. Dies war später Sitz der Familie von Capella(n).

#### Grabpyramide
Nördlich des Dorfes befindet sich auf dem sogenannten Kirchberg die Grabpyramide der Familie von Capella(n) aus dem Jahr 1776. In ihr sind die letzten beiden Mitglieder der Familie, Friederica von Cornberg und Adam Friedrich von Cappela(n), begraben, die 1776 und 1779 gestorben sind.

#### Observation Point India
Durch die Lage Lüderbachs direkt an der innerdeutschen Grenze wurde auf dem Sohlberg von der 3rd Squadron des 11th Armored Cavalry Regiment der US Army ein Beobachtungsposten betrieben. Heute ist von dem Camp noch der Beobachtungsturm erhalten. 2017 wurde der Turm zum Denkmal erklärt, trägt nun den Namen Point India, wurde touristisch wiedereröffnet und ist Namensgeber des Premiumwanderweges P21 Point India.

#### Flurdenkmale
In der Grenzlandschaft um Lüderbach sind noch einige historische Sühnekreuze, Grenz- und Erinnerungssteine zu finden, die als Zeugen vergangener Zeiten aus geschichtlichen Gründen geschützte Kulturdenkmale sind. Zu ihnen gehören ein Jagdgedenkstein am Südhang des Weinbergs, ein Steinkreuz an einem Feldweg nach Ifta und ein Hoheitsstein an der Landesgrenze zu Thüringen.

### Vereine
Der Ort hat einen Sportverein. Der Lüderbacher Förderverein e. V. dient als Dachverein von Heimatverein, Feuerwehrverein und Gymnastikverein.

### Regelmäßige Veranstaltungen
Einmal im Jahr wird von Lüderbacher Vereinen ein Dorffest veranstaltet.

## Infrastruktur

### Verkehr
Nördlich des Ortes verläuft die Bundesstraße 7 (Kassel–Eisenach). Lüderbach ist durch die Buslinie 240 des Regionalverkehrs Kurhessen an den öffentlichen Personennahverkehr angeschlossen.

### Öffentliche Einrichtungen
Lüderbach besitzt ein Dorfgemeinschaftshaus, das auch als Feuerwehrhaus genutzt wird. Neben der Kirche befindet sich das evangelische Gemeindehaus, das auch als Pilger- und Wanderherberge dient.

### Fernwanderwege
Lüderbach ist Startpunkt für den Premiumweg P21 Point India. Der Werra-Burgen-Steig und der Fernwanderweg E6 verlaufen durch den Ort.

## Persönlichkeiten
- Carl Ludwig Henkel (1815–1853), Polizeidirektor und Bürgermeister in Kassel